# Jakiunde
 (mai 2023).
La mise en forme du texte ne suit pas les recommandations de Wikipédia : il faut le « wikifier ».
Les points d'amélioration suivants sont les cas les plus fréquents. Le détail des points à revoir est peut-être précisé sur la page de discussion.
- Les titres sont pré-formatés par le logiciel. Ils ne sont ni en capitales, ni en gras.
- Le texte ne doit pas être écrit en capitales (les noms de famille non plus), ni en gras, ni en italique, ni en « petit »…
- Le gras n'est utilisé que pour surligner le titre de l'article dans l'introduction, une seule fois.
- L'italique est rarement utilisé : mots en langue étrangère, titres d'œuvres, noms de bateaux, etc.
- Les citations ne sont pas en italique mais en corps de texte normal. Elles sont entourées par des guillemets français : « et ».
- Les listes à puces sont à éviter, des paragraphes rédigés étant largement préférés. Les tableaux sont à réserver à la présentation de données structurées (résultats, etc.).
- Les appels de note de bas de page (petits chiffres en exposant, introduits par l'outil «  Source ») sont à placer entre la fin de phrase et le point final[comme ça].
- Les liens internes (vers d'autres articles de Wikipédia) sont à choisir avec parcimonie. Créez des liens vers des articles approfondissant le sujet. Les termes génériques sans rapport avec le sujet sont à éviter, ainsi que les répétitions de liens vers un même terme.
- Les liens externes sont à placer uniquement dans une section « Liens externes », à la fin de l'article. Ces liens sont à choisir avec parcimonie suivant les règles définies. Si un lien sert de source à l'article, son insertion dans le texte est à faire par les notes de bas de page.
- La présentation des références doit suivre les conventions bibliographiques. Il est recommandé d'utiliser les modèles {{Ouvrage}}, {{Chapitre}}, {{Article}}, {{Lien web}} et/ou {{Bibliographie}}. Le mode d'édition visuel peut mettre en forme automatiquement les références.
- Insérer une infobox (cadre d'informations à droite) n'est pas obligatoire pour parachever la mise en page.

Pour une aide détaillée, merci de consulter Aide:Wikification.
Si vous pensez que ces points ont été résolus, vous pouvez retirer ce bandeau et améliorer la mise en forme d'un autre article.
 (mai 2023).
Jakiunde, l'Académie des sciences, des arts et des lettres d'Eusko Ikaskuntza, a été fondée le 25 octobre 2007 à Saint-Sébastien (Espagne), à l'initiative de la Société d'études basques (Eusko Ikaskuntza). Bien que l'Académie soit née en tant qu'organe consultatif au sein de Eusko Ikaskuntza, en avril 2009, elle a été créée en tant qu'organisme indépendant.
Jakiunde est née dans le but de devenir un forum de référence pour la société basque. Elle entend être une institution exemplaire, dans sa composition et ses performances, capable de servir de guide, avec rigueur et savoir scientifique, et de contribuer par ses actions et ses conseils à trouver des solutions adéquates aux problèmes contemporains.
La création de Jakiunde a eu le soutien des universités établies dans la zone territoriale dans laquelle la langue et la culture d'Euskal Herria (Pays basque) sont ancrées : université de Deusto (UD), université de Mondragón (MU), UNED, université de Navarre (ONU), université publique de Navarre (UPNA), Université du Pays basque (UPV/EHU), l’université de Pau et des Pays de l'Adour (UPPA). Ces sept universités ont été rejointes en 2019 par l'ESTIA (école supérieure des technologies industrielles avancées). Les recteurs des universités et le directeur de l'ESTIA sont membres à part entière de l'Académie tant qu'ils exercent leurs fonctions.
Le siège officiel de Jakiunde est la tour Olaso à Bergara, mais son siège administratif est situé Calle Prim 7 à Saint-Sébastien.

## Fonctionnement

### Assemblée générale
Une assemblée générale se réunit deux fois par an en session plénière (avril et novembre).

### Président
Le président de Jakiunde est élu par l'assemblée. Le physicien Pedro Miguel Etxenike a été le promoteur et le premier président de Jakiunde et en est actuellement le président honoraire.
L'actuel président, Juan Ignacio Pérez Iglesias, professeur de physiologie à l'UPV/EHU, a succédé à Jesus M. Ugalde, professeur de chimie physique à l'UPV/EHU (2012-2020). Le vice-président de Jakiunde est Iciar Astiasaran, professeur de nutrition et de bromatologie à l'université de Navarre (2020-présent).

### Membres de Jakiunde
Jakiunde rassemble plus d'une centaine de personnalités publiquement reconnues pour leurs travaux dans différentes disciplines des sciences fondamentales et appliquées, des sciences sociales, ainsi que de la création artistique et des lettres. Parmi ces élus, la biologiste Nora Alonso,,le juriste Mikel Mancisidor, le mathématicien Luis Vega, le philosophe Daniel Innerarity ou la généticienne Ana María Zubiaga. Ces derniers s'engagent à travailler ensemble pour offrir à la société leur perception face aux nouveaux défis de l'avenir. 

### Activités
- « Jakin-Mina » est un programme destiné aux jeunes en 4e année d'ESO dans les écoles de la communauté autonome basque et de la communauté autonome de Navarre, qui consiste en une série de cycles de conférences dans de multiples disciplines. Il a lieu de novembre à mars (à raison d'une conférence par mois), dans les villes suivantes : Arrasate, Bilbao, Saint-Sébastien, Pampelune, Vitoria-Gasteiz et Tudela.
- « Hotsak / Sonidos » est un cycle de conférences et de dialogues, dont l'objectif est de montrer la relation entre la musique et d'autres disciplines. Le programme se déroule aux Archives générales et royales de Navarre, à Pampelune. Hotsak / Sonidos est parrainé et soutenu par Laboral Kutxa et le gouvernement de Navarre.
- « Cours d'été à Ujué » est une série de conférences ouvertes au grand public, qui ont lieu à Ujué en juillet et en août, dans le cadre des cours d'été UPNA/NUP. Sont également proposés des visites guidées pour découvrir l'histoire et le patrimoine d'Ujué, des expositions artistiques et des récitals de musique.
- Les « Défis technologiques » sont des journées de débat pour identifier et analyser les possibilités de développement technologique à fort impact économique et social.
- « Solsadiak / Colloques » est un programme ouvert au grand public dans lequel des experts se réunissent autour d'une table ronde pour réfléchir à un thème relatif à leur domaine de compétences. Le public est invité à participer au débat qui suit chaque colloque.